# Hubschrauber-Kollision bei Villa Castelli
Koordinaten: 29° 1′ 5″ S, 68° 13′ 37″ W
Die Hubschrauber-Kollision bei Villa Castelli war ein folgenschwerer Flugunfall, der sich am 9. März 2015 nördlich des Nationalparks Talampaya in der argentinischen Provinz La Rioja ereignete. Alle zehn Insassen der beiden Helikopter kamen ums Leben, unter ihnen die französischen Sportler Florence Arthaud, Camille Muffat und Alexis Vastine.

## Hintergrund und Unfallhergang
Für Dreharbeiten zur Reality-Show Dropped des größten französischen Privat-Fernsehsenders TF1 wurden zwei Hubschrauber des Typs Eurocopter AS 350 verwendet. Der im Jahr 2010 in Dienst gestellte Helikopter mit dem Luftfahrzeugkennzeichen LQ-CGK (Hersteller-Seriennummer 7041) gehörte der Regierung der Provinz La Rioja, der zweite hatte das Kennzeichen LQ-FJQ (Seriennummer 7574) und war seit 2012 für die Provinzregierung von Santiago del Estero im Einsatz. Beide Piloten galten als erfahren und waren mit dem Einsatzgebiet unweit der Anden vertraut.
Das Ziel des Fluges war die Schlucht Quebrada del Yeso. Kurz nach dem Start in Villa Castelli um 17:15 Uhr Ortszeit kollidierten die beiden Hubschrauber „rund 400 Meter vom Startpunkt entfernt“ trotz guter Sichtverhältnisse in einer Höhe von knapp 100 Metern miteinander, stürzten ab und brannten am Boden vollständig aus.

## Ermittlungen
Die argentinische Behörde für Flugunfalluntersuchungen Junta de Investigaciones de Accidentes de Aviación Civil (JIAAC) nahm die Untersuchung des Falls auf. Sie wurde dabei von Ermittlern des französischen BEA und Repräsentanten des Eurocopter-Herstellers Airbus Helicopters unterstützt. Laut dem im Dezember 2015 veröffentlichten Bericht der JIAAC waren fehlerhafte Einschätzungen der Piloten über den Abstand ihrer Hubschrauber ursächlich für die Kollision.

## Opfer
Bei dem Unfall starben die beiden argentinischen Hubschrauberpiloten, fünf französische Mitarbeiter der Sendung sowie die drei an der Sendung teilnehmenden Sportler. Der frühere Fußballspieler Sylvain Wiltord entging dem Unfall, da er zuvor als Teilnehmer ausgeschieden und bereits nach Frankreich zurückgekehrt war. Bei den Opfern handelte es sich im Einzelnen um:
- César Roberto Abate (58), Pilot
- Juan Carlos Castillo (50), Pilot
- Brice Gilbert (32), Kameramann
- Edouard Gilles (61), Tontechniker
- Volodia Guinard (36), Projektleiter
- Lucie Mei-Dalby (37), Journalistin
- Laurent Sbasnik (40), Regisseur
- Florence Arthaud (57), Seglerin und Skipperin
- Camille Muffat (25), Schwimmerin
- Alexis Vastine (28), Boxer

## Reaktionen
- Der französische Staatspräsident, François Hollande, brachte seine Trauer über den Unfall zum Ausdruck, würdigte die Verdienste der drei Sportler und sprach den Angehörigen aller Opfer sein Beileid aus.[10]
- Das Internationale Olympische Komitee bedauerte in einer Presseerklärung den Verlust der Sportler und setzte die Beflaggung vor dem IOC-Hauptquartier in Lausanne für drei Tage auf halbmast.[11]
- Am Unglücksort nahmen drei Tage nach dem Unfall einige hundert Bewohner an einer Gedenkveranstaltung für die Verstorbenen teil.[12]
- Beim Rugby-Union-Turnier Six Nations 2015 wurde vor Beginn des Spiels zwischen Italien und Frankreich am 15. März 2015 in Rom vor über 67.000 Zuschauern in einer Schweigeminute der Opfer gedacht.[13]